# Красимир Гатев
Красимир Иванов Гатев е българки класически пианист и клавирен педагог. Композиторът Панчо Владигеров определя интерпретацията на Гатев като еталон за изпълнението на творбите му.

## Биография
Роден е на 22 август 1944 година в Провадия.
Започва да свири с оркестър още на 14 години. В репертоара на Гатев влизат Бетовен, Рахманинов, Владигеров, Прокофиев, Скрябин, Моцарт, Шуберт и Брамс, оставя огромен брой записи на техни изпълнения в Златния фонд на БНР. Концертира в Белгия, Германия, Гърция, Дания, Италия.
През 1973 година става лауреат на международния конкурс „Ван Клайбърн“ в Тексас.
На Красимир Гатев Панчо Владигеров посвещава последните си два опуса – „Четири фрески“, опус 69 (1977 г.) и „Три багатели“, опус 70 (1978 г.).
На 13 ноември 2008 година Красимир Гатев почива в София. Погребан е в Парцел 1 на Софийски централни гробища.

## Памет
В края на 2019 година Фондация „Красимир Гатев“, в партньорство с къща музей "Панчо Владигеров" - София и със съдействието на звукозаписната компания "ГЕГА НЮ" издават компактдиска „Приятелство в записи“, с който се отбелязват две годишнини – 120 години от рождението на Панчо Владигеров и 75 години от рождението на Красимир Гатев.
На фасадата на дома на Гатев на ул. „Хан Крум“ в София е поставена паметна плоча.